# El diario secreto de Adrian Mole
El diario secreto de Adrian Mole (título original en inglés: The secret diary of Adrián Mole) es una novela de la escritora inglesa Sue Townsend (Leicester, 2 de abril de 1946 - 10 de abril de 2014). Desde la publicación de El diario secreto de Adrian Mole en 1982, la obra se ha convertido en todo un clásico de la literatura juvenil inglesa, haciendo reír y pensar a toda Inglaterra. De los diarios de Adrian Mole Sue Townsend ha escrito siete volúmenes  y otras cinco novelas muy populares, así como numerosas obras de teatro, que han tenido una gran acogida entre el público. Además Sue Townsend está considerada una de las mejores escritoras de Gran Bretaña. Ha alcanzado el éxito, gracias que al ser un título juvenil y fácil de entender, se ha enviado a muchos estudiantes leer, y realizar un examen de el, por ejemplo esta dentro de la progamación del departamento de inglés del IES Miguel de Cervantes de Móstoles, Madrid.

## Trama
Adrian Mole tiene trece años y medio, cada día, escribe en su diario, a través de cuyas páginas el lector se adentra poco a poco en su mundo y su realidad: su creciente amor por Pandora, las amenazas de Barry, su amistad con Nigel, el descubrimiento de Bert, un perro, una abuela a la antigua usanza, su sueño de ser escritor, varias revistas de chicas bajo el colchón y sus miedos y frustraciones con respecto a sus padres. Se trata de una historia sobre el crecimiento con grandes dosis de humor, sorpresa y sentimientos.Y lo interesante es que es un peueño pero ya tiene su primer amor Pandora.

## Fragmento
«Jueves, 1 de enero
Estos son mis propósitos para el Año Nuevo:
1. Ayudaré a los ciegos a cruzar la calle.
2. Colgaré mis pantalones.
3. Volveré a meter mis discos en sus fund
4. No empezaré a fumar.
5. Me portaré bien con el perro.
6. Ayudaré a los pobres.
7. Después de tener que aguantar anoche los ruidos repugnantes que venían de abajo, he jurado también que jamás beberé una gota de alcohol.

Durante la fiesta de anoche, mi padre emborrachó al perro con aguardiente de cereza. Si se entera la Asociación Protectora de Animales, se le puede caer el pelo. ¡Ya han pasado ocho días desde Navidad y mi madre aún no se ha puesto el delantal verde que le compré! El año que viene, no le regalaré más que sales de baño. Vaya suerte que tengo. ¡Me ha salido un grano en la barbilla en el primer día del año nuevo! »

## Ideas centrales
- La adolescencia.
- El compromiso social.
- La literatura como refugio y fuente de sabiduría.
- La familia.
- La perseverancia.
- La amistad.
- El amor.
- La tolerancia y la integración.
- El respeto por los animales.

## Temas y valores

### Temas
La adolescencia: En esta novela asistimos a cómo el protagonista se adentra en las puertas de la adolescencia haciendo gala de un envidiable sentido del humor.
El compromiso social: En un principio, Adrian se muestra algo reticente con respecto a Bert Baxter cuando, al integrarse en el grupo escolar creado para ayudar a los demás, se encarga de su cuidado. Sin embargo, poco a poco entre ambos personajes se fragua una gran amistad y el respeto mutuo. Adrian aprende así a valorar la experiencia de los mayores.
La literatura como refugio y fuente de sabiduría. Rebelión en la granja, Tiempos difíciles, Guerra y paz y Madame Bovary son algunas de las lecturas de Adrian durante esta época de su vida. De la lectura aprende cómo enfrentarse a la vida y a solucionar los diferentes conflictos que están a su alrededor; disfruta y, sobre todo, acude a ella a la hora de caminar hacia su sueño: ser escritor.
La familia: La familia es un pilar fundamental de apoyo y ayuda para los niños y adolescentes en momentos difíciles. En el caso de Adrian, es también una fuente de problemas. Por eso, en múltiples ocasiones Adrian se siente solo y ha de tomar decisiones sin el apoyo necesario. En cualquier caso, siempre le queda el consejo de su abuela y el apoyo constante de Pandora.

### Valores
La perseverancia: Adrian quiere ser escritor. Tanto su interés por la lectura como la búsqueda de conocimientos diversos lo hacen ser diferente a los demás, y él aprovecha cada uno de esos rasgos distintivos para lograr su sueño.
La amistad: Uno de los descubrimientos de Adrian es Bert Baxter, un anciano de quien debe ocuparse debido a su compromiso social. Poco a poco, ambos se acercan, y Adrian descubre el verdadero valor de la amistad de la mano de Bert, superando de esta forma las grandes diferencias que los separan.
El amor: Pandora es el primer amor de Adrian. Bert descubre la dulzura del amor casi en el ocaso de la vida gracias a Queenie. Por su parte, los padres de Adrian vuelven a quererse... El amor en todas sus formas constituye uno de los ejes de esta novela.
La tolerancia y la integración: Los nuevos vecinos de Adrian proceden de la India y, aunque en un principio todo el barrio está a la expectativa, se integran sin problemas y aportan a la comunidad aspectos diversos de su cultura originaria. Además, acogen a Bert Baxter cuando éste se encuentra en apuros. Adrian decide leer  La cabaña del tío Tom para investigar sobre sus sentimientos hacia personas de raza diferente a la suya.
El respeto por los animales: Sabre (el perro de Bert), Blosson (la yegua de Pandora) o el perro de su familia están en constantes ocasiones en la mente de Adrian. A él le preocupa su bienestar, que estén tranquilos y sean tratados con cariño y responsabilidad. Cuando alguno tiene un problema, Adrian intenta ayudarlos o, cuando menos, estar cerca de ellos.

## Transversalidad
- Lengua y literatura: el diario íntimo, el narrador protagonista, el humor, la ironía y el absurdo como recursos literarios.

- Ciencias sociales, geografía e historia: Contexto social y político de Gran Bretaña en la década del 80.

- Educación para la ciudadanía y los derechos humanos: la participación ciudadana, el derecho a la familia y la integración de las personas de diferentes culturas.

## Más información
¿Por qué leerlo? Cuando Sue Townsend publicó El diario secreto de Adrian Mole, consiguió un enorme éxito, lo que animó a la autora a seguir contando las peripecias de Adrian en varias obras posteriores que conforman una serie o saga.
El por qué de este éxito tiene muchas razones, entre las que destacan el estilo asequible, la lectura fácil y amena, la frescura de sus personajes y la empatía con el lector adolescente. Sin embargo, el motivo fundamental quizá recaiga en la cercanía que despierta la recurrente naturalidad del protagonista.
Adrian es un muchacho de trece años que vive en una sociedad tan problemática como real. Se enfrenta cada día a las duras pruebas que cualquier adolescente debe superar: cambios físicos, inseguridad, necesidad de autoafirmación, incomprensión de los adultos... Pero Adrian, además, tiene otros problemas: su madre no se interesa ni por él ni por su padre, pues prefiere pasar su tiempo con un vecino, del que obtiene el cariño que su marido no le da; su padre es bastante aficionado al alcohol y no muestra demasiado interés ni por el trabajo ni por su esposa, hasta que ésta decide abandonarlos, y la única atención que recibe proviene de su abuela, que no vive con ellos. Adrian hace frente a esta situación difícil; unas veces, asustado, y otras, con una fuerza poco habitual a su edad, que lo ayuda a sobreponerse a los sentimientos de abandono y soledad que a menudo lo invaden.
En esta realidad no hay magia ni fantasía. Sin embargo, a pesar de las desventuras de su protagonista, el humor impregna las páginas de este diario, y hace de él un recurso inagotable y efectivo para analizar la realidad social desde un original punto de vista.
El estilo ágil de Sue Townsend atrapa al lector desde la primera línea, y hace de Adrian Mole un personaje entrañable del que no es posible olvidar su manera inocente y peculiar de entender la vida.